# 741444 Abbasi
741444 Abbasi este o planetă minoră (asteroid) din centura de asteroizi. A fost descoperită pe 7 ianuarie 2006 la  de . 
Obiectul prezintă o orbită caracterizată de o semiaxă mare de 3,1571059691645 UAi, o excentricitate de 0,38855280250846, o înclinație de 24,996687314133 ° în raport cu ecliptica.